# Antonina Iwanowna Kontschakowa
Antonina Iwanowna Kontschakowa (russisch Антонина Ивановна Кончакова; * 14. Februar 1928 in Tula, RSFSR; † 28. September 2014 in Moskau) war eine sowjetische bzw. russische Theater- und Film-Schauspielerin sowie Synchronsprecherin.

## Leben und Leistungen
Kontschakowa wurde in der westlichen RSFSR als Tochter von Iwan Antonowitsch Kontschakow (1882–1967) und Sofia Wassiljewna Kontschakowa (1886–1973) geboren. Sie absolvierte die Mittelschule und trat danach 1945 in die literarische Fakultät des Pädagogischen Instituts ihrer Geburtsstadt ein, verließ diese aber nach zwei Jahren wieder. Anschließend studierte Kontschakowa unter der Leitung von Boris Babotschkin am Staatlichen All-Unions-Institut für Kinematographie und erhielt 1952 einen Vertrag beim Mosfilmstudio. Parallel zu ihrem filmischen Schaffen trat sie bis Februar 1990 beim Moskauer Staatstheater der Kinodarsteller auf. Ihre bekanntesten Rollen spielte sie u. a. in Раки (Raki) von Sergei Wladimirowitsch Michalkow, Nikolai Erdmans Das Mandat, Милый, странный доктор (Mily, stranny doktor) von Anatoli Sofronow, Jewgeni Schwarz’ Der Schatten, Jewgeni Antonio Vallejos Hoy es fiesta sowie in einer Adaption von Fjodor Dostojewskis Die Dämonen.
Als Filmdarstellerin trat die dunkelhaarige Mimin erstmals 1956 in Крутые Горки (Krutyje Gorki) in Erscheinung. Poem vom Meer (1958) sollte ihr erster auch in einer deutschsprachigen Fassung vorliegender Film sein, ein weiterer folgte wenige Jahre später mit Alexander Ptuschkos Das purpurrote Segel (1961). Von 1973 bis 1983 trat sie in der Filmreihe Вечный зов (Wetschny sow) auf. Bis Mitte der 1970er Jahre erhielt Kontschakowa nur vereinzelt Rollen vor der Kamera, ab diesem Zeitpunkt war sie jedoch vermehrt zu sehen und galt bald als authentische Darstellerin von Alltagscharakteren. Ihre Laufbahn konnte sie auch nach dem Ende der Sowjetunion fortsetzen, obwohl die Anzahl ihrer Rollen in den 1990er Jahren stagnierte. Ab Beginn des 21. Jahrhunderts erhielt Kontschakowa jedoch wieder vermehrt Engagements, zuletzt in 2011 in Первый русский (Perwy russki). Insgesamt war sie, stets als Nebendarstellerin, an 66 Filmprojekten beteiligt. Ihr Hauptbetätigungsfeld war jedoch die Synchronisation, sie war seit 1952 in den russischsprachigen Versionen von weit über 100 Filmen aus den Unionsrepubliken sowie dem Ausland zu hören.
Kontschakowa, Trägerin des Titels Verdiente Künstlerin Russlands, starb 86-jährig in Moskau und wurde auf dem Donskoi-Friedhof beigesetzt.

## Privates
Sie war seit 1952 mit dem Ingenieur Wladimir Timofejewitsch Gorbodei (* 1917) verheiratet, ihr gemeinsamer Sohn Roman (* 1953) schlug die gleiche Berufslaufbahn wie sein Vater ein.

## Filmografie (Auswahl)

### Darstellerin
- 1958: Poem vom Meer (Poema pro more)
- 1961: Das purpurrote Segel (Alyje parussa)
- 1984: Zeit der Wünsche (Wremja schelanii)
- 1989: Der Diener (Sluga)
- 1991: Gulag 3 (Saterjanny w Sibiri)
- 1994: Фитиль №389 (Fitil №389)
- 1997: Der Dieb (Wor)

### Synchronsprecherin
- 1938: Hafen im Nebel – für Michèle Morgan
- 1938: Zwischen Frauen und Seilen – für Ruth Roman
- 1952: Die Wasser fließen trüb
- 1954: Sein größter Bluff – für Jane Griffiths
- 1954: Ein Inspektor kommt – für Jane Wenham
- 1954: Der Graf von Monte Christo – für Lia Amanda
- 1954: Vierzehn Menschenleben
- 1954: Eine Braut für sieben Brüder – für Jane Powell
- 1955: Die Geflüchteten – für Silvia Monfort
- 1955: Don Juan
- 1956: Krieg und Frieden – für Mel Ferrer
- 1956: In 80 Tagen um die Welt – für Shirley MacLaine
- 1956: Vincent van Gogh – Ein Leben in Leidenschaft
- 1956: Qivitoq
- 1956: Der große Verführer
- 1956: Der Hauptmann von Köpenick
- 1956: Ich suche Dich – für Anouk Aimée
- 1957: Straße der Leidenschaft
- 1958: Die nackte Maja – für Lea Padovani
- 1958: Die Elenden
- 1958: Sindbads siebente Reise – für Kathryn Grant
- 1959: 41 Grad Liebe – für Shirley Eaton
- 1960: Wo der Teufel nicht hinkam – für Jana Hlaváčová
- 1960: Die glorreichen Sieben – für Rosenda Monteros
- 1960: Viele Gesichter hat die Liebe – für Yin Chiang
- 1960: Mein Schwert für den König – für Lise Delamare
- 1961: Mutter Johanna von den Engeln – für Lucyna Winnicka
- 1961: Urteil von Nürnberg – für Judy Garland
- 1961: Die drei Musketiere – 1. Teil: Haudegen der Königin – für Mylène Demongeot
- 1961: Die drei Musketiere – 2. Teil: Ohne Furcht und Tadel – für Mylène Demongeot
- 1962: Baron Münchhausen – für Jana Brejchová
- 1962: Cartouche, der Bandit – für Odile Versois
- 1962: Die Eingeschlossenen von Altona – für Françoise Prévost
- 1962: … und deine Liebe auch – für Kati Székely
- 1963: Goldener Farn – für Karla Chadimová
- 1963: Beata – für Anna Ciepielewska
- 1964: Winnetou 2. Teil – für Karin Dor
- 1964: Rebellion im Standesamt
- 1964: Der Pfirsichdieb – für Nevena Kokanova
- 1965: Meine Lieder – meine Träume – für Eleanor Parker
- 1965: Onkel Toms Hütte
- 1966: Drei Bruchpiloten in Paris – für Andréa Parisy
- 1966: Die Fehde der Geier
- 1966: Edgar und Kristina – für Vija Artmane
- 1966: Ein Mann wird gejagt – für Jane Fonda
- 1968: Funny Girl – für Mittie Lawrence
- 1968: Der Tag der Eule – für Claudia Cardinale
- 1969: 24-25 kehrt nicht zurück – für Antra Liedskalnina
- 1969: Mackenna’s Gold – für Camilla Sparv
- 1969: Nur Pferden gibt man den Gnadenschuß – für Jane Fonda
- 1970: Der Tag, an dem die Freundschaft begann – für Barbara Soltysik
- 1971: Osceola – für Pepa Nicolova
- 1971: Reshma Aur Shera – für Waheeda Rehman
- 1971: Gün keçdi – für Leyla Şıxlinskaya
- 1972: Teuflisches Spiel – für Silvana Mangano
- 1975: Es regnet über Santiago
- 1975: Monsieur Dupont
- 1975: Wo, bitte, geht’s zum nächsten Friedhof? – für Anny Duperey
- 1975: Die Pfeile des Robin Hood – für Vija Artmane
- 1975: Die drei Tage des Condor – für Faye Dunaway
- 1977: Die Spitzenklöpplerin – für Annemarie Düringer
- 1978: Muqaddar Ka Sikandar – für Rekha
- 1979: Der Windhund – für Marie Laforêt
- 1980: Eine fröhliche Fuhre – für Rita Polster
- 1980: Killer stellen sich nicht vor – für Pascale Roberts
- 1981: Diva
- 1981: Friedenszeit in Paris
- 1982: Der Kurpfuscher – für Maria Homerska
- 1982: Tausend Milliarden Dollar – für Édith Scob
- 1989: Harry und Sally
- 1990: Dushman
- 1997: Im Auftrag des Teufels – für Judith Ivey
- 1997: Stadt der Engel – für Deirdre O’Connell
- 1998: Dr. Dolittle – für Ellen DeGeneres
- 1998: Lethal Weapon 4 – für Darlene Love